# D.O.C. : Musica e altro a denominazione d'origine controllata
D.O.C. : Musica e altro a denominazione d'origine controllata è il titolo completo di un programma televisivo di Rai 2 andato in onda quotidianamente dal 2 novembre 1987 in fascia pomeridiana per poi passare in versione serale e terminare il 15 giugno 1989.

## Storia
La trasmissione era condotta da Renzo Arbore, Gegè Telesforo e Monica Nannini.
Gli autori erano Renzo Arbore, Ugo Porcelli, Adriano Fabi, Giuseppe Videtti, Giorgio Battaglia.
Nel programma furono presenti nuovi comici reclutati da Arbore: Salvatore Marino, Armando De Razza, Caterina Casini, Nicoletta Boris, Angelo Orlando e Roberto Russoniello, La Microband.
La regia era di Pino Leoni.
Al programma hanno preso parte mostri sacri della musica internazionale come James Brown, Dizzy Gillespie, Miles Davis, Solomon Burke, Afrika Bambaataa (in coppia con Enzo Avitabile), Rufus Thomas, Pat Metheny, José Feliciano, The Manhattan Transfer, Chet Baker, Girlschool, The Staple Singers, Toots Thielemans, nonché importanti artisti italiani come Pino Daniele, CCCP - Fedeli alla linea, 
Mia Martini, Mango, Ivano Fossati, Fiorella Mannoia, Francesco De Gregori, Matia Bazar, Luca Carboni, Grazia Di Michele, Lucio Dalla, Stadio, Sergio Caputo, Luca Barbarossa, Litfiba. In particolare merita menzionare la partecipazione di Jorma Kaukonen, il quale si esibì nel programma per tre giorni consecutivi, ovvero il 9, il 10 e l'11 maggio del 1988, in occasione della sua tournée italiana di quel periodo, che comprendeva alcune serate al Big Mama di Roma.
Parallelamente all'edizione regolare, nel 1988 furono realizzati due cicli di puntate speciali, il primo intitolato D.O.C. Offerta speciale in 12 appuntamenti dal 28 marzo al 23 ottobre, mentre l'altro era D.O.C. concerto, andata in onda in 15 puntate dal 14 maggio al 25 dicembre: quest'ultima versione era dedicata agli artisti ritenuti più prestigiosi, le cui esibizioni complete venivano registrate nello studio televisivo dove si svolgeva normalmente il programma, per essere trasmesse in differita in date particolari, soprattutto festive.
L'edizione successiva del programma (1988-89) modificò il nome in International D.O.C. club con conduttori e regia immutati e andò in onda dal 5 dicembre 1988 al 15 giugno 1989.
In poco più di due anni sono state trasmesse poco più di 400 puntate. Nel 2012 la Rai in collaborazione con Sony ha pubblicato un cofanetto contenente 3 CD e 1 DVD con brani registrati dal vivo durante le trasmissioni.